# مجرم زیرک
«مجرم زیرک» (به انگلیسی: Smooth Criminal) هفتمین تک‌آهنگ منتشر شده از آلبوم استودیویی «بد» مایکل جکسون است که در سال ۱۹۸۷ منتشر شد. متن آهنگ دربارهٔ زنی به نام «اِنی» (Annie) است که در یک آپارتمان توسط یک هیتمن مورد ضرب و شتم قرار گرفته است. این آهنگ در ۲۴ اکتبر ۱۹۸۸ به عنوان تک‌آهنگ منتشر شد و توانست رتبهٔ هفتم را در جدول صد اثر برتر بیلبورد کسب کند. این ترانه یکی از موفق‌ترین کارهای مایکل جکسون است. موضوع آهنگ در مورد دفاع از حقوق زنان است. در متن داستان، دختری به نام اِنی مورد ضرب و شتم قرار می‌گیرند و مایکل از او دفاع می‌کند این ترانه همچنین در بسیاری از آلبوم‌های گردآوری شدهٔ جکسون نیز منتشر شده است، از جمله: شماره یک‌ها، مجموعه اصلی مایکل جکسون، مجموعه نهایی، پادشاه پاپ و این است.

## ترکیب‌بندی
«مجرم زیرک» از آهنگ قبلی نوشته شده توسط جکسون، "Al Capone" (به نام گانگستر زندگی واقعی آل کاپون) تکامل یافته است، که در سال ۲۰۱۲ در انتشار مجدد بد ۲۵ منتشر شد. و آواز جکسون را در بر می‌گیرد. اشعار راوی را توصیف می‌کند که فرشی خون‌آلود و بدنی بیهوش می‌یابد. آواز کر، «اِنی، تو خوبی؟»، از اِنی ساختگی که در آموزش احیای قلبی ریوی استفاده می‌شود، الهام گرفته شده است. کارآموزان یادمی‌گیرند که در حین تمرین احیاء روی آدمک بگویند «اِنی، حالت خوب است؟»

## موزیک ویدئو
جکسون از وینسنت پترسون خواست تا مفهومی برای این فیلم کوتاه در نظر بگیرد. پترسون به آهنگ ناتمام گوش داد و مفهوم کلوپ گانگستری دهه ۱۹۳۰ را مطرح کرد. وینسنت پترسون، که رقصنده اصلی در موزیک‌ویدئوهای «بزن به چاک» و «تریلر» بود، با همکاری جکسون و جفری دنیل از گروه موسیقی روح شالامار، ویدئوی «مجرم زیرک» را طراحی کرد. این ویدئو و کت و شلوار سفید جکسون و فدورا به فیلم کمدی-موزیکال فرد آستر واگن باند، به ویژه صحنه «باله شکار دختر» (که خود از رمان‌های میکی اسپیلین الهام گرفته شده است) ادای احترام می‌کنند. این ویدئو، به کارگردانی کالین چیلورز بین اواسط فوریه و آوریل ۱۹۸۷ در کالور سیتی، کالیفرنیا و در پشت‌صحنه در استودیو یونیورسال هالیوود فیلمبرداری شد و در شب ۱۳ اکتبر ۱۹۸۸ در ام‌تی‌وی نمایش داده شد.

صحنه‌ای از موزیک ویدئوی «مجرم زیرک» که در آن از تکنیک مایل ضد جاذبه استفاده شده است

در این ویدئو، جکسون و سایر رقصندگان حرکت لین را اجرا می‌کنند که از نظر فیزیکی غیرممکن به‌نظر می‌رسد. رقصندگان، ۴۵ درجه به جلو خم می‌شوند در حالی که پشت خود را صاف و پاهای خود را صاف روی زمین قرار می‌دهند و قبل از بازگشت به حالت قائمه، وضعیت خود را حفظ می‌کنند. لین، مرکز جرم بدن را فراتر از آن چیزی که می‌تواند تحمل کند حرکت می‌دهد. در اکتبر ۱۹۳۳، تیم جکسون، روشی را برای اجرای کنسرت لین با استفاده از کفش‌های طراحی‌شده خاص که به گیره‌هایی که از صحنه بالا می‌آیند قلاب می‌کنند، به ثبت رساندند. حتی با کفش، حرکت نیاز به قدرت ورزشی خوبی دارد.
این ویدئو برندهٔ بهترین موزیک ویدئو در جوایز بریت ۱۹۸۹ شد و انتخاب منتقدان در همان سال به جکسون جایزه «بهترین ویدئو» و جوایز انتخاب مردم را برای «موزیک ویدئوی مورد علاقه» اعطا کرد.
در سال ۲۰۱۹، کیم کارداشیان، شخصیت تلویزیونی آمریکایی، فدورا «مجرم زیرک» جکسون را برای دخترش نورث وست خریداری کرد که هنوز آرایش او روی آن بود.
سبک لباس و همچنین رفتارهایی که جکسون به تصویر کشیده بود، در اقتباس‌های متعدد بازی ویدیویی مایکل جکسون مون‌واکر دوباره استفاده شد. این آهنگ به عنوان موسیقی پس‌زمینه عمل می‌کند، کلوپ شبانه که در موزیک ویدئو دیده شده، در بازی نیز ظاهر می‌شود. این ویدئو بخش اصلی فیلم مون‌واکر محصول ۱۹۸۸ است.

## عوامل
اقتباس شده از یادداشت‌های تک‌خطی و وب‌سایت مایکل جکسون.
- مایکل جکسون – آواز، کف‌زدن، تنظیم آواز، تنظیم ریتم، تولید
- کوئینسی جونز - تولید
- بیل باترل – درامز
- جان رابینسون – درامز
- بروس سوئد – طبل، اطلاعیه پلیس، ضبط
- دیوید ویلیامز - گیتار
- کیم هاچکرافت – ساکسیفون
- لری ویلیامز – ساکسیفون
- گری گرانت - ترومپت
- جری هی – ترومپت، تنظیم بوق
- کوین مالونی – پیانوی بی‌صدا استاین‌وی
- کریستوفر کرل – سینکلایر
- دنی جاگر – جلوه‌های سینکلایر
- مایکل روبینی - جلوه‌های سینکلایر
- جان بارنز - سینت سایزر
- مایکل بودیکر - سینت سایزر
- دکتر اریک شولن – ضبط ضربان قلب
- جان بارنز – تنظیم ریتم